# Jana Janěková (1978)
Jana Janěková (* 30. března 1978 Gottwaldov), často uváděná také jako Jana Janěková ml., je česká filmová a divadelní herečka.

## Rodina, studium
Narodila se v Gottwaldově hercům Petru Svojtkovi a Janě Janěkové. V roce 2000 absolvovala činoherní herectví na Divadelní fakultě Janáčkovy akademie múzických umění (JAMU) v Brně v ateliéru profesora Josefa Karlíka. Absolvovala titulní rolí Leny v představení Leonce a Lena v divadelním studiu Marta v Brně. V seznamu absolventů JAMU ale uvedena není.
Během studií hostovala v Divadle v 7 a půl, v Městském divadle Brno a Národním divadle Brno a Národním divadle v Praze, kam nastoupila v roce 2000 do stálého angažmá. Během angažmá v Národním divadle hostovala na různých pražských scénách např. v Divadle Na Zábradlí, divadle Palace, A studiu Rubín a Divadle Radka Brzobohatého.
V letech 2010–2011 učila činoherní herectví na Pražské konzervatoři.
Své dlouholeté angažmá v Národním divadle ukončila v roce 2018. Působila zde s jedním přerušením celkem 16 let (od 28. srpna 2000 do 31. července 2009 a od 1. srpna 2011 do 31. července 2018).
Je spoluzakladatelkou Divadla Verze, které založila se svým manželem Igorem Chmelou a kolegy Davidem Prachařem, Lindou Rybovou a Thomasem Zielinským v roce 2014 a působí zde jako hlavní produkční a především jako herečka. Domovskou scénou divadla je Divadlo v Celetné. V roce 2022 zde založili ještě divadelní platformu Studio mladých umělců. 
Od roku 2016 učí herectví na Konzervatoři Jaroslava Ježka v Praze.
Věnuje se filmovému i divadelnímu herectví, herecké pedagogice, dabingu, rozhlasové činnosti a produkci divadla Verze.
Je manželkou herce Igora Chmely, s nímž má tři děti.

## Film
Poprvé se objevila před kamerou v roce 1983 už jako pětiletá, a to společně se svou matkou v příběhu „Poklad“ v televizním cyklu Bakaláři. Hrála také v seriálech Četnické humoresky nebo Ordinace v růžové zahradě, objevila se v pořadu 3 plus 1 s Miroslavem Donutilem. Zahrála si i v celovečerních filmech jako Smrt pedofila, Pravidla lži, Největší z Čechů a další.

## Divadlo
Během studií hostovala v následujících divadlech:
- Divadlo v 7 a půl – role čarodějnice, představení Vij
- Městské divadlo Brno – role Verunky, představení Naši Furianti
- Národní divadlo Brno v hře Dvojí domov

Od roku 2000 byla v angažmá v Národním divadle v Praze. Během angažmá v Národním divadle hostovala na různých pražských scénách, např.:
- Divadlo Na Zábradlí – představení Nože a růže
- Divadlo Palace – představení – Velká Zebra aneb jak se to jmenujete
- Studio Rubín – Ona není on
- Divadlo Radka Brzobohatého – Chvilková slabost

V roce 2015 spoluzaložila Divadlo Verze, kde působí dodnes – Tři verze života, Úča musí pryč, Šťastný Vyvolený, Jméno, aj.
Hostuje v Divadle Kalich v představení Moje hra v hlavní roli s Jiřím Bartoškou.

## Filmografie, výběr

### Filmy
- 2006 – Pravidla lži
- 2007 – Hezké chvilky bez záruky
- 2008 – El Paso
- 2010 – Největší z Čechů
- 2011 – Rodina je základ státu

### Televizní filmy
- 1983 – Poklad
- 2003 – Smrt pedofila
- 2006 – Boží pole s.r.o.
- 2018 – Vzteklina

### Seriály
- 1997 – Četnické humoresky
- 2005 – 3 plus 1 s Miroslavem Donutilem
- 2006 – Ordinace v růžové zahradě
- 2013 – Policajti z centra
- 2013 – Cesty domů
- 2016 – Policie Modrava
- 2017 – Modrý kód
- 2018 – Specialisté

## Divadelní role, výběr
- 2000 – Carlo Goldoni: Sluha dvou pánů, role: Clarice, Národní divadlo, režie: Ivan Rajmont
- 2000 – Daniela Fischerová: Pták ohnivák, role: ohnivá, Národní divadlo, režie: Zbyněk Srba
- 2000 – Zdeněk Fibich, Jaroslav Vrchlický: Smrt Hippodamie, Airopa, Národní divadlo, režie: Josef Průdek
- 2001 – Patrik Marber: Na dotek role Alice, Národní divadlo Brno, režie: Jana Janěková st.
- 2001 – William Shakespeare: Večer Tříkrálový, role: Viloa, Národní divadlo, režie: Eniko Eseny
- 2001 – F. M. Dostojevský: Idiot, role Adelaida, Národní divadlo, režie: Ivo Krobot
- 2001 – Zdeněk Jecelím: Rodinné sídlo, role: Taťána, Národní divadlo, režie: Ivo Krobot
- 2002 – Edmond Rostand: Cyrano z Bergeracu, Subreta, Marta, Národní divadlo, režie: Michal Dočekal
- 2000 – Werner Schwab: Faust, můj hrudník, má přilba, role: Markétka Národní divadlo, režie: Thomas Zielinski
- 2003 – Bertolt Brecht: Dobrý člověk ze Sečuanu, Šen-te/Šuej-ta, Národní divadlo, režie: Martin Čičvák
- 2003 – Sarah Kane: Psychóza 4:48, Národní divadlo, režie: Michal Dočekal
- 2003 – Molière: Lakomec, role: Mariana Národní divadlo, režie: Michal Dočekal
- 2004 – Václav Havel, Pokoušení, role: Markétka, Národní divadlo, režie: Charles Marowitz
- 2004 – Willliam Klimaček: Hypermarket, role Eva, Národní divadlo, režie: Michal Dočekal
- 2005 – J.K.Tyl: Drahomíra a její synové, role: Velena, Národní divadlo, režie: Jiří Pokorný
- 2005 – Marin Čičvák: Pohádky 1000 a jedné noci, role Dunja, Národní divadlo, režie: Martin Čičvák
- 2005 – Lars Norén: Okruh osob, role: Dívka, Národní divadlo režie: Thomas Zielinski
- 2005 – Arthur Snitzler: Duše krajina širá, role: Erna, N8rodní divadlo, režie: : Ivan Rajmont
- 2006 – Tom Stoppard: Arkádie, role: Chloe Národní divadlo, režie: Radovan Lipus
- 2008 – H. Ch. Andersen: Sněhová královna, role: Loupežnická dcerka, režie: Zoja Mikotová
- 2009 – Brian Friel: Listy důvěrné, role: studentka, Národní divadlo, režie: Lucie Bělohradská
- 2012 – Lucy Preble: Enron, Národní divadlo, režie: Michal Dočekal
- 2013 – Molière: Tartuffe impromptu!, role: Marianna, Národní divadlo, režie: Jan Nebeský
- 2014 – Lenka Lagronová: Z prachu hvězd, role: Dáša, Národní divadlo, režie: Štěpán Pácl
- 2014 – Yasmina Reza: Tři verze života, role: Ines, Divadlo Verze, režie: Thomas Zielinski
- 2014 – Lutz Hubner: Úča musí pryč, role: Markéta Ježková, Divadlo Verze, režie: Thomas Zielinski
- 2015 – Matthieu Delaporte, Alexandr de La Patelliere: Jméno, role: Elisabeth Divadlo Verze, režie: Thomas Zielinski
- 2015 – Mike Bartlett: Zemětřesení v Londýně, Sarah, Nová scéna, režie: Daniel Špinar
- 2016 – Lenka Lagronová: Jako břitva, role: Sophie Rottová, Národní divadlo, režie: Štěpán Pácl
- 2017 – René Levinský: Dotkni se vesmíru a pokračuj, role novinářka, režie: Jan Frič
- 2018 – Eric Assous: Šťastný Vyvolený, role: Charline, Divadlo Verze, režie: Thomas Zielinski